# 交通政策審議会
交通政策審議会（こうつうせいさくしんぎかい）は、日本において国土交通省設置法（平成11年7月16日法律第100号）に基づき国土交通省内に設置された審議会等のひとつ。国土交通大臣の諮問に応じて、交通政策の重要事項を調査審議し、関係各大臣に意見陳述する使命を持つ。
平成11年（1999年）4月27日に閣議決定された「審議会等の整理合理化に関する基本的計画」に基づき、それまでの運輸政策審議会を発展改組し、運輸技術審議会、観光政策審議会、海運造船合理化審議会、港湾審議会、航空審議会、新幹線鉄道審議会、海上安全船員教育審議会、気象審議会の8つの審議会を廃止かつその機能を吸収することで、新たに「交通政策審議会」として設置されることとなった。平成13年（2001年）1月6日、中央省庁等改革基本法（平成10年6月12日法律第103号）の施行とともに発足した。

## 組織
- 委員は30人以内。
- 審議会の中に、8つの分科会（交通体系、技術、観光、陸上交通、海事、港湾、航空、気象）を置く。さらに、分科会ごとに部会を置くことが出来る。

## 答申一覧
- 「経済社会の変化に対応し、国際競争力の強化、産業の再生、循環型社会の構築などを通じてより良い暮らしを実現する港湾政策のあり方」（平成14年（2002年）11月29日、港湾分科会）
- 「今後の空港及び航空保安施設の整備に関する方策について」（平成14年（2002年）12月6日、航空分科会）
- 「航行の安全と効率の向上をめざす船舶交通安全政策のあり方について」（平成15年（2003年）5月9日、海事分科会）
- 「内航海運の活性化による海上物流システムの高度化について」（平成15年（2003年）12月11日、海事分科会）
- 「地震に強い港湾のあり方～災害に強い海上輸送ネットワークの構築と地域の防災力の向上をめざして～」（平成17年（2005年）3月22日、港湾分科会）
- 「今後の港湾環境政策の基本的な方向について」（平成17年（2005年）3月29日、港湾分科会環境部会）
- 「水先制度の抜本改革のあり方について」（平成17年（2005年）11月24日、海事分科会水先制度部会）
- 「安全で経済的な港湾施設の整備・維持管理システムのあり方について」（平成17年（2005年）12月26日、港湾分科会安全・維持管理部会）
- 「今後の空港及び航空保安施設の整備及び運営に関する方策について～戦略的新航空政策ビジョン～」（平成19年（2007年）6月21日、航空分科会）
- 「安定的な国際海上輸送の確保のための海事政策のあり方について」（平成19年（2007年）12月20日、海事分科会国際海上輸送部会）
- 「海事分野における人材の確保・育成のための海事政策のあり方について」（平成19年（2007年）12月20日、海事分科会ヒューマンインフラ部会）
- 「新交通ビジョン～海上交通の安全確保に向けての新たな展開～」（平成20年（2008年）6月25日、海事分科会）
- 「タクシー事業を巡る諸問題への対策について～地域の公共交通機関としてのタクシーの維持、活性化を目指して～」（平成20年（2008年）12月18日、陸上交通分科会自動車部会）
- 「空港の設置及び管理に関する基本方針の策定について」（平成20年（2008年）12月18日、航空分科会）
- 「新交通ビジョンを踏まえた海上交通の安全確保のための制度改正について」（平成21年（2009年）1月23日、海事分科会）
- 「地球温暖化に起因する気候変動に対する港湾政策のあり方」（平成21年（2009年）3月25日、港湾分科会防災・保全部会）
- 「新交通ビジョンを踏まえた海上交通の安全確保のための制度改正の施行について」（平成21年（2009年）11月20日、海事分科会）
- 「中央新幹線の営業主体及び建設主体の指名並びに整備計画の決定について」（平成23年（2011年）5月12日、陸上交通分科会鉄道部会中央新幹線小委員会）
- 「港湾における地震・津波対策のあり方～島国日本の生命線の維持に向けて～」（平成24年（2012年）6月13日、港湾分科会防災部会）
- 「船舶交通の安全・安心をめざした取組み」（平成25年（2013年）10月3日、海事分科会）
- 「港湾の開発、利用及び保全並びに開発保全航路の開発に関する基本方針」（平成25年（2013年）12月6日、港湾分科会）
- 「今後の社会資本の維持管理・更新のあり方について」（平成25年（2013年）12月25日、技術分科会技術部会社会資本メンテナンス戦略小委員会、社会資本整備審議会と合同設置）
- 「東京圏における今後の都市鉄道のあり方について」（平成28年（2016年）4月20日、東京圏における今後の都市鉄道のあり方に関する小委員会）
- 「東京圏における今後の地下鉄ネットワークのあり方等について」（令和3年（2021年）7月15日、東京圏における今後の地下鉄ネットワークのあり方等に関する小委員会）